# Minderheide
Minderheide ist ein zu Minden, Nordrhein-Westfalen gehörender Stadtteil und liegt nordwestlich der Innenstadt. Minderheide ist durch weite landwirtschaftliche Nutzflächen geprägt. Daneben befindet sich hier der städtische Bauhof.

## Geschichte
Auf der Mindener Heide wurde am 1. August 1759 die Schlacht bei Minden geschlagen. Ab 1889 wurde die Minderheide von der Mindener Garnison als Exerzierplatz genutzt, wo dann auch Kaisermanöver stattfanden. 1910 wurden Flugzeughallen errichtet und neu entwickelte Flugzeuge erprobt. 1912 landete das Luftschiff LZ 13 „Hansa“.
Der heutige Stadtteil wurde am 1. Januar 1973 aus Teilen die bisher selbstständigen Gemeinden Hahlen und Stemmer und aus einem Teil der ehemaligen, bis dahin kleineren, Stadt Minden gebildet.

### Das Kriegsgefangenenlager im Ersten Weltkrieg
Das Lager wurde im August 1914 errichtet und gehörte mit einer Belegung von 20.000 bis 25.000 Kriegsgefangenen zu den bedeutenderen Lagern im Deutschen Reich. Allerdings war man auf die Massen von Gefangenen nicht vorbereitet, da der Krieg als Blitzkrieg geplant war.
Am 15. September 1914 marschierten die ersten Briten und Franzosen durch Minden zur Minderheide, wo ein eingezäuntes Gelände zur Verfügung stand. Dort mussten sie sich mit Spaten Wohnhöhlen graben oder mit Grasplaggen Unterschlüpfe errichten. Erst zum Jahreswechsel 1914/15 errichteten private Baufirmen mit den Gefangenen schlecht isolierte und kaum beheizte Holzbaracken. Es entstand ein Lager mit Werkstätten, Poststelle, Lazarett, Unterkünften für 2000 Mann Wachpersonal, Großküche, Latrinen und Kanalisation. In sechs Barackenblöcken sollten je 3300 Gefangene untergebracht werden. Tatsächlich mussten hier bis zu 25.000 Gefangene auf weniger als 2,5 Quadratmeter pro Mann leben. Jeder Gefangene erhielt bei seiner Ankunft einen Strohsack, Kopfpolster und Betttuch, Essnapf, Gabel, Löffel und ein Messer mit abgebrochener Spitze und kam mit 180 anderen in eine Stube. Neben Briten und Franzosen wurden dann Russen, Armenier, Polen, Serben, Kroaten, Marokkaner, Senegalesen eingewiesen, und später kamen noch Italiener dazu. Die Briten durften mehr Geld besitzen als die Gefangenen anderer Nationalität, und besonders schlecht ging es den Russen, da sie äußerst selten „Liebesgaben“ – meist Nahrungsmittelpakete – aus der Heimat erhielten. Wegen großer Spannungen zwischen den Volksgruppen wurde 1915 ein Teil der englischen Gefangenen nach Döberitz umquartiert.
Über 130 Arbeitskommandos mit meist 60 bis 80 Gefangenen arbeiteten in kriegswichtigen Produktionsstätten. Kriegsgefangene aus Minderheide arbeiteten z. B. in Düsseldorf, Krefeld, Witten und Hamm. Das Arbeitskommando Hamm I mit 80 Gefangenen arbeitete im Hafen 70 Stunden pro Woche und hauste in einer Baracke von 35 × 11 Quadratmetern mit Duschen einmal pro Woche, was immerhin besser war als im Stammlager Minderheide. Die im Lager Minderheide verbliebenen Gefangenen stellten den Mittellandkanal im Westabschnitt bis Minden fertig, kultivierten Heide in Seelenfeld, Uchte, Nordhemmern und im Mindener Wald und legten Moore trocken. Bei kleineren Einsätzen mussten die Arbeitgeber für die Bewachung der Gefangenen sorgen. In der Landwirtschaft mussten die Bauern die Gefangenen außerdem beköstigen und behausen. Als Lohn erhielten die Gefangenen ca. 10 % des Lohns deutscher Arbeiter, wovon ca. 3/4 für Unterkunft und Verpflegung einbehalten und der Rest meist in Naturalien ausgezahlt wurde, zumal es nur Lagergeld gab. Die Ausbeutung führte zu sinkenden Arbeitsleistungen und Sabotage. Im Winter 1915/16 führte ein Streik der russischen Gefangenen in der Gasanstalt zu einem eintägigen kompletten Stromausfall in der Stadt Minden.
Gemäß der Haager Landkriegsordnung kontrollierten regelmäßig Gesandtschaften neutraler Staaten auch das Lager Minderheide. Im Rahmen der Friedensinitiative des Papstes Benedikt XV. besuchte der apostolische Nuntius Pacelli, der spätere Papst Pius XII., das Lager Minderheide.
Nach dem Waffenstillstand am 11. November 1918 wurden alle Gefangenen aus den Außenlagern zurückbeordert. Die französischen, britischen und italienischen Gefangenen wurden entlassen und zu je 1000 Mann in ihre Heimat transportiert. Die frei gewordenen Baracken dienten im Winter als Brennmaterial. Die letzten Russen, die dann als Internierte behandelt worden waren, konnten erst im Dezember 1922 nach Gründung der Sowjetunion zurückgeführt werden, sofern es ihnen nicht gelungen war, sich zu weigern und in Deutschland zu bleiben. Die verbliebenen Baracken wurden abgebrochen und verbrannt. Das Gelände wurde dann für große Pferde- und Motorradrennen genutzt.
1936 wurde auf dem Gelände eine Flugzeughalle erbaut, und es wurde ein Flugplatz mit Flugzeug-Versuchsstation eingerichtet. Nach dem Zweiten Weltkrieg wurden auf dem Gelände 1952 Kasernen für die Soldaten der britischen Rheinarmee gebaut, die bis Anfang der 1990er Jahre dort blieben.

## Sehenswürdigkeiten
Sehenswert ist der sogenannte Franzosenfriedhof, der an das Kriegsgefangenenlager im Ersten Weltkrieg erinnert, in dem neben Franzosen auch Belgier, Briten, Italiener, Serben und Soldaten aus den Kolonien untergebracht wurden.

## Persönlichkeiten
- Erwin Heuer (* 16. Februar 1940 in Minderheide) Handballspieler.